# 朗奇岩
朗奇岩（英語：Launch Rock），是南極洲的岩石，位於格洛弗岩的西南面，處於阿德萊德島南端，由英國南極名稱諮詢委員會命名，現時由南極條約體系管理。